# Arroyo Macalla
Arroyo Macalla är en ort i Mexiko.   Den ligger i kommunen San Pedro Pochutla och delstaten Oaxaca, i den sydöstra delen av landet, 500 km sydost om huvudstaden Mexico City. Arroyo Macalla ligger 129 meter över havet och antalet invånare är 205.
Terrängen runt Arroyo Macalla är kuperad åt nordost, men åt sydväst är den platt. Runt Arroyo Macalla är det ganska tätbefolkat, med 86 invånare per kvadratkilometer. Närmaste större samhälle är San Pedro Pochutla, 1,3 km öster om Arroyo Macalla. Omgivningarna runt Arroyo Macalla är en mosaik av jordbruksmark och naturlig växtlighet.